# Codici aeroportuali IATA - O

## OA-OS
- OAG Aeroporto civile, Orange (Nuova Galles del Sud), Australia
- OAJ Aeroporto Albert J. Ellis, Jacksonville (Carolina del Nord), Stati Uniti d'America
- OAK Aeroporto Oakland Metropolitan International, Oakland, Stati Uniti d'America
- OAL Aeroporto civile, Cacoal (TO), Brasile
- OAM Aeroporto civile, Oamaru, Nuova Zelanda
- OAN Aeroporto civile, Olanchito, Honduras
- OAR Aeroporto civile, Monterey Fritzsche AAF, Stati Uniti d'America
- OAX Aeroporto Xoxocotlan, Oaxaca, Messico
- OBA Aeroporto civile, Oban, Australia
- OBC Aeroporto civile, Obock, Gibuti
- OBD Aeroporto civile, Obano, Indonesia
- OBE Aeroporto civile, Okeechobee County, Stati Uniti d'America
- OBF Aeroporto Dornier/DLR, Oberpfaffenhofen, Germania
- OBI Aeroporto civile, Obidos, Brasile
- OBK Aeroporto civile, Northbrook Sky Harbor, Stati Uniti d'America
- OBM Aeroporto civile, Morobe, Papua Nuova Guinea
- OBN Aeroporto civile, Oban Connel, Regno Unito
- OBO Aeroporto civile, Obihiro, Giappone
- OBS Aeroporto civile, Aubenas Vals Lanas, Francia
- OBU Aeroporto civile, Kobuk (Alaska), Stati Uniti d'America
- OBX Aeroporto civile, Obo, Papua Nuova Guinea
- OBY Aeroporto civile, Scoresbysund, Groenlandia
- OCA Aeroporto civile, Ocean Reef Club, Stati Uniti d'America
- OCC Aeroporto civile, Coca, Ecuador
- OCE Aeroporto civile, Ocean City (Maryland), Stati Uniti d'America
- OCF Aeroporto Automatic Weather Observing / Reporting System, Ocala Municipal (Florida), Stati Uniti d'America
- OCH Aeroporto Automatic Weather Observing / Reporting System, Nacogdoches (Texas), Stati Uniti d'America
- OCI Aeroporto civile, Oceanic, Stati Uniti d'America
- OCJ Aeroporto Boscobel, Ocho Rios, Giamaica
- OCN Aeroporto civile, Oceanside (California), Stati Uniti d'America[1]
- OCV Aeroporto civile, Ocana, Colombia
- OCW Aeroporto civile, Washington (Carolina del Nord), Stati Uniti d'America
- ODA Aeroporto civile, Ouadda, Repubblica Centrafricana
- ODB Aeroporto San Jeronimo, Cordova, Spagna
- ODD Aeroporto civile, Oodnadatta, Australia
- ODE Aeroporto Beldringe, Odense, Danimarca
- ODJ Aeroporto civile, Ouanda Djalle, Repubblica Centrafricana
- ODL Aeroporto civile, Cordillo Downs, Australia
- ODM Aeroporto civile, Oakland, Stati Uniti d'America
- ODN Aeroporto civile, Long Seridan, Malaysia
- ODR Aeroporto civile, Ord River, Australia
- ODS Aeroporto Internazionale di Odessa, Odessa, Ucraina
- ODW Aeroporto civile, Oak Harbor (Washington), Stati Uniti d'America
- ODY Aeroporto civile, Oudomxay, Laos
- OEA Aeroporto civile, Vincennes Oneal, Stati Uniti d'America
- OEC Aeroporto civile, Ocussi Humberte, Indonesia
- OEL Aeroporto civile, Orël, Russia
- OEM Aeroporto civile, Paloemeu V. Fayks, Suriname
- OEO Aeroporto civile, Osceola Municipal, Stati Uniti d'America
- OER Örnsköldsvik Airport, Örnsköldsvik, Svezia
- OES Aeroporto civile, San Antonio Oeste, Argentina
- OFF Aeroporto Offutt Air Force Base, Omaha (Nebraska), Stati Uniti d'America
- OFI Aeroporto civile, Ouango Fitini, Costa d'Avorio
- OFJ Aeroporto civile, Fjallabyggð, Islanda
- OFK Aeroporto civile, Norfolk Ne (Nebraska), Stati Uniti d'America
- OFU Aeroporto civile, Ofu, Samoa Americane
- OGA Aeroporto civile, Ogallala, Stati Uniti d'America
- OGB Aeroporto Municipal, Orangeburg (Carolina del Sud), Stati Uniti d'America
- OGD Aeroporto Hinckley, Ogden (Utah), Stati Uniti d'America
- OGE Aeroporto civile, Ogeranang, Papua Nuova Guinea
- OGG Aeroporto Kahului, Kahului (Hawaii), Stati Uniti d'America
- OGL Aeroporto civile, Ogle, Guyana
- OGN Aeroporto civile, Yonaguni Jima, Giappone
- OGO Aeroporto civile, Abengourou, Costa d'Avorio
- OGR Aeroporto civile, Bongor, Ciad
- OGS Aeroporto Ogdensburg International, Ogdensburg (New York), Stati Uniti d'America
- OGV Aeroporto civile, Ongavia Game Reserve, Namibia
- OGX Aeroporto civile, Ouargla, Algeria (sito informativo)
- OGZ Aeroporto Internazionale Beslan, Vladikavkaz, Russia
- OHA Aeroporto Ohakea Air Base, Ohakea, Nuova Zelanda
- OHC Aeroporto civile, North East Cape, Stati Uniti d'America
- OHD Aeroporto San Paolo Apostolo, Ocrida, Macedonia del Nord
- OHI Aeroporto civile, Oshakati, Namibia
- OHI Aeroporto civile, Oshakati, Namibia
- OHO Aeroporto civile, Ohotsk / Okhotsk, Russia
- OHP Aeroporto civile, Oban Heliport, Regno Unito
- OHR Aeroporto Foehr Island, Wyk Auf Foehr, Germania
- OHT Aeroporto Kohat Airport / Air Base, Kohat, Pakistan
- OIM Aeroporto Oshima, Oshima Island, Giappone
- OIR Aeroporto civile, Okushiri Island, Giappone
- OIT Aeroporto di Ōita, Ōita, Giappone
- OJC Aeroporto civile, Kansas City Executive, Stati Uniti d'America
- OKA Aeroporto Nahe, Okinawa, Giappone
- OKB Aeroporto civile, Orchid Beach Fraser Is, Australia
- OKC Aeroporto Will Rogers World, Oklahoma City (Oklahoma), Stati Uniti d'America
- OKD Aeroporto Okadama, Sapporo, Giappone
- OKE Aeroporto civile, Okinu Erabu, Giappone
- OKF Aeroporto civile, Okaukuejo, Namibia
- OKF Aeroporto civile, Okaukuejo, Namibia
- OKG Aeroporto civile, Okoyo, Congo
- OKI Aeroporto civile, Oki Island, Giappone
- OKJ Aeroporto civile, Okayama, Giappone
- OKK Aeroporto Automatic Weather Observing / Reporting System, Kokomo (Indiana), Stati Uniti d'America
- OKL Aeroporto civile, Oksibil, Indonesia
- OKM Aeroporto civile, Okmulgee, Stati Uniti d'America
- OKN Aeroporto civile, Okondja, Gabon
- OKO Aeroporto militare Yokota Air Base, Giappone
- OKP Aeroporto civile, Oksapmin, Papua Nuova Guinea
- OKQ Aeroporto civile, Okaba, Indonesia
- OKR Aeroporto civile, Yorke Islands, Australia
- OKS Aeroporto civile, Oshkosh (Nebraska), Stati Uniti d'America
- OKT Aeroporto civile, Oktiabrskij, Russia
- OKU Aeroporto civile, Mokuti Lodge, Namibia
- OKY Aeroporto Oakey Aerodrome, Oakey, Australia
- OLA Aeroporto civile, Orland Iii, Norvegia
- OLB Aeroporto di Olbia-Costa Smeralda, Olbia, Italia
- OLD Aeroporto Dewitt Field, Old Town (Maine), Stati Uniti d'America
- OLE Aeroporto Municipal, Olean (New York), Stati Uniti d'America
- OLF Aeroporto civile, Wolf Point (Montana), Stati Uniti d'America
- OLH Aeroporto civile, Old Harbor (Alaska), Stati Uniti d'America
- OLI Aeroporto civile, Olafsvik Rif, Islanda
- OLJ Aeroporto civile, Olpoi, Vanuatu
- OLM Aeroporto civile, Olympia (Washington), Stati Uniti d'America
- OLN Aeroporto civile, Colonia Sarmiento, Argentina
- OLO Aeroporto civile, Olomouc, Repubblica Ceca
- OLP Aeroporto civile, Olympic Dam (South Australia), Australia
- OLQ Aeroporto civile, Olsobip, Papua Nuova Guinea
- OLS Aeroporto Nogales International, Nogales (Arizona), Stati Uniti d'America
- OLU Aeroporto Automatic Weather Observing / Reporting System, Columbus Municipal (Nebraska), Stati Uniti d'America
- OLV Aeroporto civile, Olive Branch, Stati Uniti d'America
- OLY Aeroporto civile, Olney Noble, Stati Uniti d'America
- OMA Aeroporto Eppley Airfield, Omaha (Nebraska), Stati Uniti d'America
- OMB Aeroporto Hospital, Omboue, Gabon
- OMC Aeroporto Leyte, Ormoc City, Filippine
- OMD Aeroporto civile, Oranjemund, Namibia
- OME Aeroporto Nome, Nome (Alaska), Stati Uniti d'America
- OMF Aeroporto King Hussein Air Base, Mafraq, Giordania
- OMG Aeroporto civile, Omega, Namibia
- OMH Aeroporto civile, Urmieh / Uromiyeh, Iran
- OMH Aeroporto civile, Uromiyeh, Iran
- OMK Aeroporto civile, Omak (Washington), Stati Uniti d'America
- OML Aeroporto civile, Omkalai, Papua Nuova Guinea
- OMN Aeroporto civile, Osmanabad, India
- OMO Aeroporto civile, Mostar, Bosnia ed Erzegovina
- OMR Aeroporto internazionale di Oradea, Oradea, Romania
- OMS Aeroporto civile, Omsk, Russia
- OMY Aeroporto civile, Phnom Thbeng Meanchey, Cambogia
- ONB Aeroporto civile, Ononge, Papua Nuova Guinea
- OND Aeroporto civile, Ondangwa, Namibia
- OND Aeroporto civile, Ondangwa, Namibia
- ONE Aeroporto civile, Onepusu, Isole Salomone
- ONG Aeroporto civile, Mornington Island (Queensland), Australia
- ONH Aeroporto civile, Oneonta, New York, Stati Uniti d'America
- ONI Aeroporto civile, Moanamani, Indonesia
- ONL Aeroporto Baker Field, O'neill (Nebraska), Stati Uniti d'America
- ONM Aeroporto Municipal, Socorro (Nuovo Messico), Stati Uniti d'America
- ONN Aeroporto civile, Onion Bay, Stati Uniti d'America
- ONO Aeroporto Municipal, Ontario (Oregon), Stati Uniti d'America
- ONP Aeroporto Municipal, Newport (Oregon), Stati Uniti d'America
- ONR Aeroporto civile, Monkira, Australia
- ONS Aeroporto civile, Onslow, Australia
- ONT Aeroporto Ontario International, Ontario (California), Stati Uniti d'America
- ONU Aeroporto civile, Ono-I-Lau, Figi
- ONX Aeroporto civile, Colón, Panama
- ONX Aeroporto civile, Colón, Cuba
- ONY Aeroporto civile, Olney (Texas), Stati Uniti d'America
- OOA Aeroporto civile, Oskaloosa Municipal, Stati Uniti d'America
- OOK Aeroporto civile, Toksook Bay (Alaska), Stati Uniti d'America
- OOL Aeroporto Coolangatta, Gold Coast (Queensland), Australia
- OOM Aeroporto civile, Cooma (Nuova Galles del Sud), Australia
- OOR Aeroporto civile, Mooraberree, Australia
- OOT Aeroporto civile, Onotoa, Kiribati
- OPA Aeroporto civile, Kopasker, Islanda
- OPB Aeroporto civile, Open Bay, Papua Nuova Guinea
- OPF Aeroporto Opa Locka, Miami (Florida), Stati Uniti d'America
- OPI Aeroporto civile, Oenpelli, Australia
- OPL Aeroporto civile, Opelousas, Stati Uniti d'America
- OPO Aeroporto di Porto, Porto, Portogallo
- OPS Aeroporto civile, Sinop (MT), Brasile
- OPU Aeroporto civile, Balimo, Papua Nuova Guinea
- OPW Aeroporto civile, Opuwa, Namibia
- ORA Aeroporto civile, Orán, Argentina
- ORB Aeroporto Bofors, Örebro, Svezia
- ORC Aeroporto civile, Orocué, Colombia
- ORD Aeroporto Chicago-O'Hare International, Chicago (Illinois), Stati Uniti d'America
- ORE Aeroporto Saint Denis, Orleans-Bricy, Francia
- ORF Aeroporto Internazionale di Norfolk (Virginia), Stati Uniti d'America
- ORG Aeroporto civile, Paramaribo Zorg En Hoop, Suriname
- ORH Aeroporto civile, Worcester (Massachusetts), Stati Uniti d'America
- ORI Aeroporto civile, Port Lions, Stati Uniti d'America
- ORJ Aeroporto civile, Orinduik, Guyana
- ORK Aeroporto internazionale di Cork, Cork, Eire
- ORL Aeroporto civile, Orlando (Florida), Stati Uniti d'America
- ORM Aeroporto Syerll, Northampton / Peterborough, Regno Unito
- ORN Aeroporto Es Senia, Orano, Algeria (sito informativo)
- ORO Aeroporto civile, Yoro, Honduras
- ORP Aeroporto civile, Orapa, Botswana
- ORQ Aeroporto civile, Norwalk Hlpt, Stati Uniti d'America
- ORR Aeroporto civile, Yorketown, Australia
- ORS Aeroporto civile, Orpheus Is. Resort Waterport, Australia
- ORT Aeroporto Northway, Northway (Alaska), Stati Uniti d'America
- ORU Aeroporto civile, Oruro, Bolivia
- ORV Aeroporto civile, Noorvik (Alaska), Stati Uniti d'America
- ORW Aeroporto Ormara Airport / Air Base, Omara, Pakistan
- ORX Aeroporto civile, Oriximiná, Brasile
- ORY Aeroporto di Parigi Orly, Paris, Francia
- ORZ Aeroporto civile, Orange Walk Town, Belize
- OSA Aeroporto Osaka International, Osaka, Giappone
- OSB Aeroporto civile, Osage Beach, Stati Uniti d'America
- OSC Aeroporto Wurtsmith, Oscoda (Michigan), Stati Uniti d'America
- OSD Aeroporto Frösö / Froson Air Base, Östersund, Svezia
- OSE Aeroporto civile, Omora, Papua Nuova Guinea
- OSG Aeroporto civile, Ossima, Papua Nuova Guinea
- OSH Aeroporto civile, Oshkosh (Wisconsin), Stati Uniti d'America
- OSI Aeroporto civile, Osijek, Croazia
- OSK Aeroporto civile, Oskarshamn, Svezia
- OSL Aeroporto civile Ullensaker, Oslo, Norvegia
- OSM Aeroporto civile, Mosul, Iraq
- OSP Aeroporto Redzikowo, Słupsk, Polonia
- OSR Aeroporto Mosnov, Ostrava, Repubblica Ceca
- OSS Aeroporto di Oš, Oš, Kirghizistan
- OST Aeroporto civile, Ostenda, Belgio
- OSU Aeroporto Ohio State University, Columbus (Ohio), Stati Uniti d'America
- OSW Aeroporto civile, Orsk, Russia
- OSX Aeroporto civile, Kosciusko, Stati Uniti d'America
- OSY Aeroporto civile, Namsos, Norvegia
- OSZ Aeroporto civile, Koszalin Zegrze Pomorskie, Polonia

## OT-OZ
- OTA Aeroporto civile, Mota / Motta, Etiopia
- OTC Aeroporto Berim, Bolivia, Ciad
- OTD Aeroporto civile, Contadora, Panama
- OTG Aeroporto civile, Worthington (Minnesota), Stati Uniti d'America
- OTH Aeroporto civile, North Bend (Oregon), Stati Uniti d'America
- OTI Aeroporto civile, Morotai Island, Indonesia
- OTL Aeroporto civile, Boutilimit, Mauritania
- OTM Aeroporto civile, Ottumwa (Iowa), Stati Uniti d'America
- OTN Aeroporto civile, Oaktown Green, Stati Uniti d'America
- OTO Aeroporto civile, Otto Vor, Stati Uniti d'America
- OTP Aeroporto Internazionale Henri Coandă, Bucarest, Romania
- OTR Aeroporto civile, Coto 47, Costa Rica
- OTS Aeroporto civile, Anacortes (Washington), Stati Uniti d'America
- OTU Aeroporto civile, Otu, Colombia
- OTY Aeroporto civile, Oria, Papua Nuova Guinea
- OTZ Aeroporto Ralph Wien Memorial, Kotzebue (Alaska), Stati Uniti d'America
- OUA Aeroporto International, Ouagadougou, Burkina Faso
- OUD Aeroporto Les Anglades, Oujda, Marocco
- OUE Aeroporto civile, Ouésso, Congo
- OUG Aeroporto civile, Ouahigouya, Burkina Faso
- OUH Aeroporto civile, Oudtshoorn, Sudafrica
- OUI Aeroporto civile, Ban Houei Sai, Laos
- OUK Aeroporto civile, Outer Skerries, Regno Unito
- OUL Aeroporto civile, Oulu, Finlandia
- OUM Aeroporto civile, Oum Hadjer, Ciad
- OUN Aeroporto civile, Norman / Max Westheimer A (Oklahoma), Stati Uniti d'America
- OUR Aeroporto civile, Batouri, Camerun
- OUS Aeroporto civile, Ourinhos, Brasile
- OUT Aeroporto civile, Bousso, Ciad
- OUU Aeroporto civile, Ouanga, Gabon
- OUZ Aeroporto civile, Zouerate, Mauritania
- OVA Aeroporto civile, Bekily, Madagascar
- OVB Aeroporto di Novosibirsk-Tolmačëvo, Novosibirsk, Russia
- OVD Aeroporto di Asturias, Avilés, Spagna
- OVE Aeroporto Municipal, Oroville (California), Stati Uniti d'America
- OVL Aeroporto civile, Ovalle, Cile
- OWA Aeroporto Automatic Weather Observing / Reporting System, Owatonna (Minnesota), Stati Uniti d'America
- OWB Aeroporto civile, Owensboro (Kentucky), Stati Uniti d'America
- OWD Aeroporto Norwood Memorial, Norwood (Massachusetts), Stati Uniti d'America
- OWE Aeroporto civile, Owendo, Gabon
- OWK Aeroporto civile, Norridgewock Central, Stati Uniti d'America
- OXB Aeroporto Osvaldo Vieira International, Bissau, Guinea-Bissau
- OXC Aeroporto Automatic Weather Observing / Reporting System, Oxford (Connecticut), Stati Uniti d'America
- OXO Aeroporto civile, Orientos, Australia
- OXR Aeroporto civile, Oxnard / Ventura (California), Stati Uniti d'America
- OXY Aeroporto civile, Morney, Australia
- OYA Aeroporto civile, Goya, Argentina
- OYE Aeroporto civile, Oyem, Gabon
- OYG Aeroporto civile, Moyo, Uganda
- OYK Aeroporto civile, Oiapoque, Brasile
- OYL Aeroporto Oda, Moyale Lower, Kenya
- OYN Aeroporto civile, Ouyen, Australia
- OYO Aeroporto civile, Tres Arroyos, Argentina
- OYP Aeroporto civile, St-Georges de L/oyapock, Guyana francese
- OYS Aeroporto civile, Yosemite National Park, Stati Uniti d'America
- OZA Aeroporto civile, Ozona, Stati Uniti d'America
- OZC Aeroporto civile, Ozamis City Labo, Filippine
- OZH Aeroporto civile, Zaporozhye, Ucraina
- OZZ Aeroporto Taourirte / Angads, Ouarzazate, Marocco